# SLR Busko-Zdrój
SLR Busko-Zdrój (Stacja Linii Radiowych Busko-Zdrój) – stalowa wieża RTV o wysokości 43 m zlokalizowana w Busku-Zdroju przy ulicy Mickiewicza 11.
Właścicielem obiektu jest EmiTel Sp. z.o.o.

## Transmitowane programy

### Programy telewizyjne – cyfrowe
| Skład multipleksu                                                                   | Częstotliwość | Kanał | Moc promieniowania nadajnika | Polaryzacja | Kompresja wizji |
| ----------------------------------------------------------------------------------- | ------------- | ----- | ---------------------------- | ----------- | --------------- |
| MUX 3 - TVP1 HD - TVP2 HD - TVP3 Kielce - TVP Historia - TVP Sport HD - TVP Info HD | 682,00 MHz    | 47    | 7 kW                         | pozioma     | MPEG-4          |